# Georges Le Mesle
Georges Paul Le Mesle, né le 21 août 1828 à Paris et mort le 31 décembre 1895 à Bône (Algérie) et inhumé à Nargis, est un géologue, paléontologue, archéologue et collectionneur français, correspondant du Muséum national d'histoire naturelle. Il est membre de la commission scientifique de la Tunisie.

## Biographie
Georges Paul le Mesle est le fils de Jean Thomas Le Mesle, maire de Nargis, et d'Elisabeth d'Arcy. Il épouse Juliette de Menou.
En 1855, il acquiert le château de la Houssinière, sur les bords de l'Erdre à Nantes. Il fait remplacer, sur les plans de l'architecte Henri Parent, l'ancien manoir par une nouveau château de type chalet, composé de vingt-deux pièces sur quatre niveaux. Lemesle, ruiné par ses collections, est contraint de l'hypothéquer. 

## Publications
- Georges Le Mesle, Mission géologique en avril-mai-juin 1887 : Journal de voyage, coll. « Exploration scientifique de la Tunisie », 1888, 44 p. (lire en ligne)